# París-Tours 2007
La París-Tours 2007 és una cursa ciclista que es disputà el 14 d'octubre de 2007 amb una distància de 247 km. Aquesta fou la 101a edició de la clàssica París-Tours i el vencedor final fou l'italià Alessandro Petacchi de l'equip Milram.

## La cursa
La cursa es desenvolupà a un ritme veloç, gràcies a una escapada inicial de 22 ciclistes. Tanmateix, després d'una persecució difícil, el gran grup va poder agafar els escapats al km 93.
A partir d'aquell moment es produïren diferents atacs, fins que David Boucher, Manuel Quinziato i Serge Pauwels aconsegueixen obrir un important forat, que al quilòmetre 172 era de 7' 5". En aquells moments l'equip Crédit Agricole prengué la iniciativa per tal de disminuir la distància i poc després el Quick Step-Innergetic s'hi afegeix. Això va fer que la distància comencés a minvar.
A 40 km per a l'arribada el temps s'havia reduït a 3'40" i Quinziato decideix accelerar, deixant enrere a Pauwels. A 30 km de meta serà Boucher el que queda despenjat, quedant Quinziato tot sol al capdavant. Amb tot, també serà engolit pel gran grup, als peus de la cota de l'Epan.
Aquell és el moment escollit per Philippe Gilbert per atacar, el qual fou seguit per Karsten Kroon i Filippo Pozzato. El trio capdavanter obre una lleugera diferència amb el gran grup, però no s'entenen entre ells. Això ajuda que siguin agafats quan sols quedaven 700 m pel final.
L'arribada a l'esprint fou guanyada per Alessandro Petacchi, per davant de Francesco Chicchi i Óscar Freire.

## Classificació general
|    | Ciclista            | Equip                 | Temps      | UCI ProTour Punts |
| -- | ------------------- | --------------------- | ---------- | ----------------- |
| 1  | Alessandro Petacchi | Team Milram           | 5h 32' 37" | 40                |
| 2  | Francesco Chicchi   | Liquigas              | m. t.      | 30                |
| 3  | Óscar Freire        | Rabobank              | m. t.      | 25                |
| 4  | Steven de Jongh     | Quick Step-Innergetic | m. t.      | 20                |
| 5  | Allan Davis         | Discovery Channel     | m. t.      | 15                |
| 6  | Robbie McEwen       | Predictor-Lotto       | m. t.      | 11                |
| 7  | Aliaksandr Vússau   | Ag2r Prévoyance       | m. t.      | 7                 |
| 8  | Thor Hushovd        | Crédit Agricole       | m. t.      | 5                 |
| 9  | Aurélien Clerc      | Bouygues Télécom      | m. t.      | 3                 |
| 10 | Romain Feillu       | Agritubel             | m. t.      | N/A               |